# Viitavuori
Viitavuori är en kulle i Finland. Den ligger i Fredrikshamn och landskapet Kymmenedalen, i den södra delen av landet, 140 km nordost om huvudstaden Helsingfors. Toppen på Viitavuori är 59 meter över havet.
Terrängen runt Viitavuori är platt, och sluttar söderut.  Trakten runt Viitavuori är nära nog obefolkad, med mindre än två invånare per kvadratkilometer. I omgivningarna runt Viitavuori växer i huvudsak blandskog.